# Adam Czartkowski
Adam Marian Czartkowski (ur. 17 sierpnia 1881 w Borszczach w guberni kijowskiej, zm. 29 maja 1958 w Warszawie) – polski botanik, historyk kultury, publicysta polityczny, znawca i tłumacz literatury, nauczyciel i wykładowca.

## Młodość i studia
Urodził się w rodzinie Juliana (zm. 1891, uczestnika powstania listopadowego, który jako szesnastoletni chłopiec odznaczony został Krzyżem Złotym Orderu Virtuti Militari) i Mauryli z Nowickich. Ukończył w 1899 gimnazjum w Białej Cerkwi, a studia wyższe odbył na Cesarskim Uniwersytecie Warszawskim uzyskując w 1904 stopień kandydata nauk przyrodniczych. Specjalizował się w dziedzinie anatomii i fizjologii roślin pod kierunkiem prof. Dymitra I. Iwanowskiego – odkrywcy wirusów, i dr. Michaiła S. Cwieta – wynalazcy chromatografii. Dodatkowe studia odbył w Pradze i Wiedniu.

## Praca zawodowa
W latach 1905–1909 pracował jako nauczyciel przyrody w szkołach prywatnych w Warszawie. Działacz Towarzystwa Kultury Polskiej (1906–1913). Prowadził jednocześnie działalność naukowo-publicystyczną w latach 1902–1910 – głównie na łamach „Wszechświata”, gdzie ogłosił około 30 artykułów, tłumaczeń i streszczeń prac naukowych. Opracował też artykuły dotyczące biologii w Wielkiej Encyklopedii Powszechnej Saturnina Sikorskiego. Był wykładowcą anatomii i fizjologii roślin na Wydziale Przyrodniczym Towarzystwa Kursów Naukowych w Warszawie (1911–1918) a potem Wyższej Szkoły Ogrodniczej w Warszawie. 1 sierpnia 1919 przeszedł do Państwowego Gimnazjum im. Tadeusza Reytana w Warszawie, gdzie uczył przyrodoznawstwa. W 1920, po wybuchu wojny polsko-sowieckiej, zgłosił się na ochotnika do Wojska Polskiego.

## Okres gdański
Po dziewięciu latach pracy w Gimnazjum im. T. Reytana, 1 lutego 1928, został urlopowany i delegowany przez Min. Wyznań Religijnych i Oświecenia Publicznego do Gimnazjum Polskiej Macierzy Szkolnej w Gdańsku jako nauczyciel nauk przyrodniczych. Został też wicedyrektorem tego gimnazjum. Pobyt w Gdańsku zaznaczył się jako nowy, niezwykle płodny okres w życiu Adama Czartkowskiego i pozwolił mu rozwinąć jego wszechstronne zainteresowania. W 1929 wstąpił do Towarzystwa Przyjaciół Nauki i Sztuki: rozpoczął pracę jako członek Zarządu, zastępca sekretarza generalnego, od 1930 sekretarz generalny, a w latach 1937–1939 jako wiceprezes. Odznaczył się w tym czasie jako inicjator i wykonawca wielu prac naukowych oraz organizator imprez kulturalnych.
W latach 1929–1930 był przewodniczącym Komitetu dla Popierania Sztuki Polskiej w Gdańsku, dzięki któremu wystawiono kilka sztuk teatralnych i zorganizowano wystawy polskiego malarstwa. Z inicjatywy Adama Czartkowskiego grupa asystentów prof. Pollaka z Poznania dokonała spisu druków od XV do XVIII wieku, znajdujących się w Bibliotece Miejskiej w Gdańsku, a nie figurujących w Bibliografii polskiej Estreichera. Jego zasługą było też wydanie listów S. Przybyszewskiego oraz przygotowanie przez A. Skałkowskiego „Archiwum Wybickiego”, którego dwa tomy ukazały się po wojnie. Był także współinicjatorem publikacji Monumenta Poloniae Maritima (Pomniki Spraw Morskich Polskich), które wydał W. Czapliński w latach 1951–1959.
Od 1931 do września 1939 Adam Czartkowski był korespondentem „Kuriera Warszawskiego”. Znakomicie zorientowany w stosunkach polsko-niemieckich, pod wieloma pseudonimami (Arski, Quidam, Przygodny, Dr Michał Nowina, JNP i inne) publikował artykuły będące kroniką narastania konfliktu, który doprowadził do II wojny światowej. Do Warszawy wrócił ostatnim pociągiem, 31 sierpnia 1939.
W czasie wojny, poszukiwany przez gestapo, ukrywał się w Kazimierzu nad Wisłą, Piotrkowie Trybunalskim, Częstochowie i wreszcie w Warszawie u swej córki Zofii, z którą przeszedł całe powstanie warszawskie. Żonę Marię stracił w czasie ewakuacji w Piotrkowie, pod koniec powstania.

## Okres powojenny

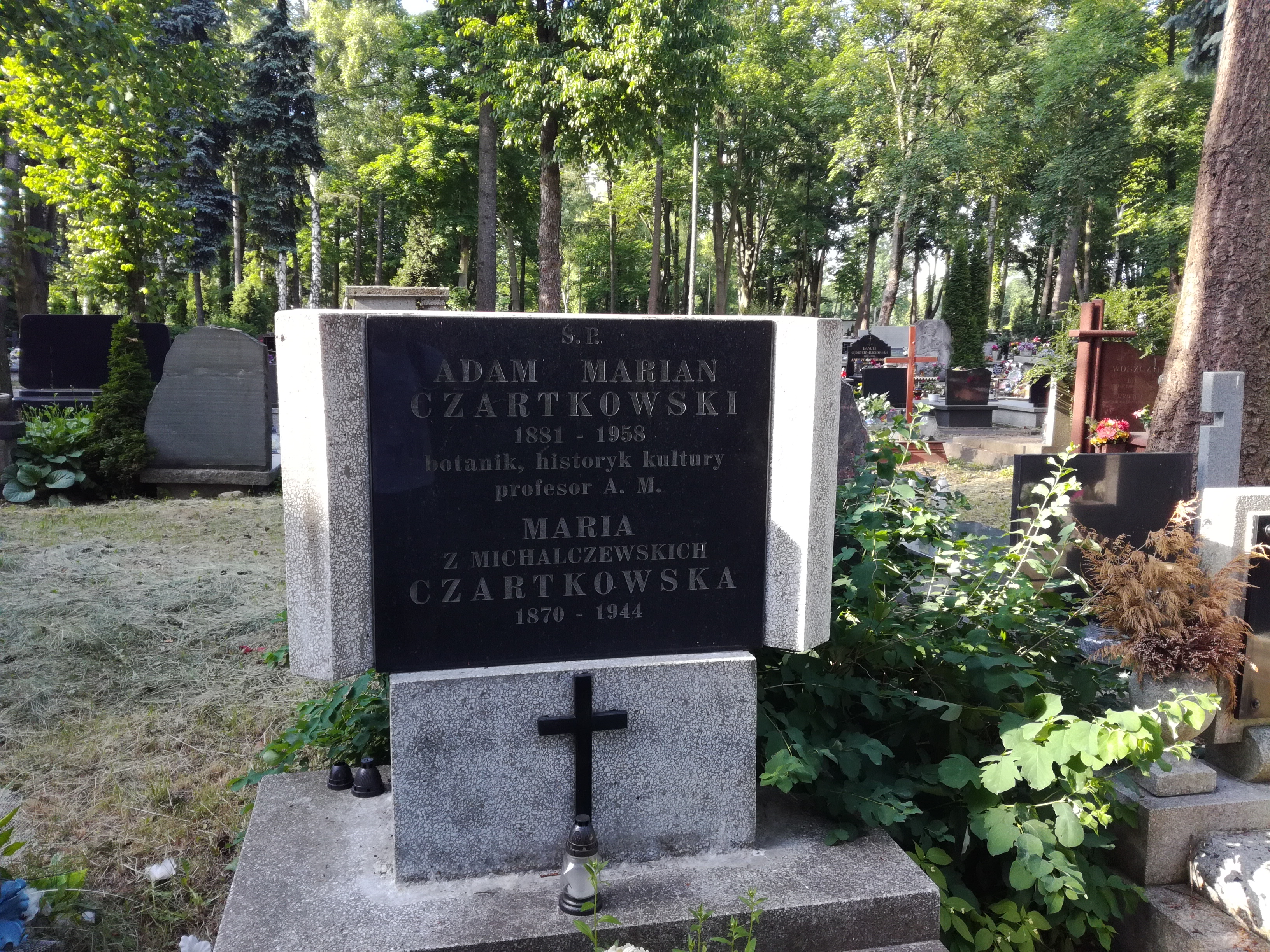
Grób Adama Czartkowskiego na cmentarzu Doły w Łodzi

Po wojnie do Gdańska nie wrócił pozostając honorowym członkiem Towarzystwa Przyjaciół Nauki i Sztuki. Zamieszkał w Łodzi, gdzie podjął się organizacji Wydziału Farmaceutycznego Uniwersytetu Łódzkiego jako kierownik Zakładu Botaniki, a następnie pracował w Akademii Medycznej jako kierownik Katedry Botaniki Farmaceutycznej i dziekan Wydziału. Prowadził też popularne wykłady w Towarzystwie Wiedzy Powszechnej. Dzięki jego usilnym staraniom zbudowano Bibliotekę Wydziału Farmaceutycznego w Łodzi przy ulicy Matejki. Znajduje się tam tablica ku jego czci z popiersiem dłuta Karola Tchorka.
Prof. Adam Czartkowski był z zamiłowania humanistą, historykiem kultury, literatury i obyczajowości polskiej, znawcą XIX-wiecznego pamiętnikarstwa. Ogłosił drukiem odnalezione listy i utwory takich twórców jak Cyprian Norwid (poświęcił mu dwadzieścia kilka artykułów), J.W. Goethe, J.I. Kraszewski, T. Zan, M. Szymanowska, K. Ujejski, i inni. W polskiej prasie literackiej publikował liczne artykuły o rozmaitych słynnych lub zapomnianych postaciach z dziejów kultury polskiej. Zapalony meloman, opracował monografie Chopina i Beethovena. Jego tysiącstronicową kronikę życia i twórczości Cypriana Norwida oraz jedenaście tomów pamiętnika pt. To, co przeżyłem (1900–1944) spalili Niemcy wraz z Biblioteką Krasińskich po powstaniu. Przepadły też w Warszawie, gromadzone od początku XX wieku, jego zbiory biblioteczne liczące kilka tysięcy tomów.
Zmarł 29 maja 1958 w Warszawie i pochowany został, zgodnie z jego ostatnią wolą, w alei zasłużonych na cmentarzu Doły w Łodzi (kwatera VII-4-4).
Jego córka Zofia Jeżewska (1911–1995) była znaną dziennikarką, pisarką i krytykiem sztuki, a wnuk Krzysztof Andrzej Jeżewski (ur. 1939) jest poetą, tłumaczem i eseistą.

## Dzieła

### Prace naukowe
- Doświadczenia z fizjologii roślin, 1910
- Ćwiczenia z anatomii roślin z atlasem, 1912

### Prace edytorskie
Wespół z Henrykiem Mościckim
- - Stanisław Morawski, Kilka lat młodości mojej w Wilnie, Warszawa 1924, 2 wyd. Warszawa 1959
  - Stanisław Morawski, W Peterburku 1827–1938. Wspomnienia pustelnika i koszałki kobiałki, Poznań 1928
  - Stanisław Morawski, Szlachta bracia, Poznań 1930
  - Gabriela z Güntherów Puzynina, W Wilnie i w dworach litewskich, Wilno 1928

Indywidualnie
- - Pan na Tulczynie. Wspomnienia o Stanisławie Szczęsnym Potockim, jego rodzinie i dworze, Lwów-Poznań 1925
  - Obłąkania serdeczne. Kilka historii miłosnych z przeszłości wydobytych, Lwów 1926
  - August Iwański [senior], Pamiętniki (1832–1876), Warszawa 1928
  - Opowieści miłosne, Poznań 1929
  - Księżna Łowicka. Portret biograficzny (1791–1831), Poznań 1930
  - Gdańsk przed burzą. Korespondencje dla „Kuriera Warszawskiego”. Część I: 1931–1934, Gdańsk 2016
  - Gdańsk przed burzą. Korespondencje dla „Kuriera Warszawskiego”. część II: 1935–1939, Gdańsk 2019

Wespół z córką, Zofią Jeżewską
- - Chopin żywy w swoich listach i w oczach współczesnych, Warszawa 1958
  - Fryderyk Chopin (wydanie rozszerzone, odtąd pod tym tytułem, siedem wydań do 2012)

Wydane pośmiertnie w opr. Krzysztofa A. Jeżewskiego
- - Beethoven. Próba portretu duchowego, Warszawa 2010

### Przekłady
- Maurice Maeterlinck, Życie mrówek (wespół z Marią Czartkowską), Warszawa 1930, 2 wyd. Łódź 1958, 3 wyd. Warszawa 2018
- Jean Fabre, Owady, Warszawa 1946
- Marcel Prenant, Darwin, Warszawa 1947

## Ordery i odznaczenia
- Order Sztandaru Pracy II klasy (9 lipca 1954)[7]
- Krzyż Kawalerski Orderu Odrodzenia Polski (22 lipca 1950)[8]
- Złoty Krzyż Zasługi
- Srebrny Wawrzyn Akademicki (5 listopada 1935)[9]
- Medal 10-lecia Polski Ludowej (13 stycznia 1955)[10]

- Odznaka „Zasłużony Popularyzator Wiedzy TWP”